# Bulgarische Fußballnationalmannschaft der Frauen
Die bulgarische Fußballnationalmannschaft der Frauen repräsentiert Bulgarien im internationalen Frauenfußball. Die Nationalmannschaft ist dem bulgarischen Fußballverband unterstellt und wird von Emil Kartselski trainiert. Die bulgarische Auswahl konnte sich bisher noch nicht für ein großes Turnier qualifizieren. Im internationalen Vergleich gehört die bulgarische Nationalmannschaft zu den schwächeren Mannschaften Europas. Im Dezember 2008 wurde mit Rang 42 die beste Platzierung in der FIFA-Rangliste erreicht. Im Zuge der Qualifikation für die WM 2011, bei der man zwar mit 5:0 gegen Georgien einen der höchsten Siege realisierte, rutschte Bulgarien auf Rang 50 ab, da es auch einige hohe Niederlagen gab. In der Qualifikation für die EM 2013 in Schweden traf Bulgarien auf Belgien, Island, Nordirland, Norwegen und Ungarn. Alle Spiele wurden verloren, und die bulgarische Mannschaft war eine der ersten, die sich nicht qualifizieren konnte. Mit einem Torverhältnis von 1:54 wurde die Mannschaft Gruppenletzter. Danach fiel die Mannschaft bis auf Rang 75 im Dezember 2015 ab und wurde im März – nachdem 18 Monate lang nicht gespielt wurde – nur noch auf dem provisorischen Rang 137 gelistet.

## Turnierbilanz

### Weltmeisterschaft
| - 1991: nicht qualifiziert - 1995: nicht qualifiziert - 1999: nicht qualifiziert - 2003: nicht teilgenommen - 2007: nicht teilgenommen | - 2011: nicht qualifiziert - 2015: nicht qualifiziert - 2019: nicht gemeldet - 2023: nicht qualifiziert |

### Europameisterschaft
| - 1984: nicht teilgenommen - 1987: nicht teilgenommen - 1989: nicht qualifiziert - 1991: nicht qualifiziert - 1993: nicht qualifiziert - 1995: nicht qualifiziert - 1997: nicht qualifiziert | - 2001: nicht teilgenommen - 2005: nicht teilgenommen - 2009: nicht qualifiziert - 2013: nicht qualifiziert - 2017: nicht gemeldet - 2022: nicht gemeldet |

### Olympische Spiele
Die Qualifikation erfolgte bis 2020 über die WM-Endrunde, ab 2024 über die UEFA Women’s Nations League.
| - 1996: nicht qualifiziert - 2000: nicht qualifiziert - 2004: nicht teilgenommen - 2008: nicht teilgenommen | - 2012: nicht qualifiziert - 2016: nicht qualifiziert - 2020: nicht gemeldet - 2024: Keine Möglichkeit sich zu qualifizieren |

### Nations League
- 2023/24: Liga C5 – 2. Platz, Play-off gegen die Ukraine verloren
- 2025: Liga C5 – 3. Platz, Verbleib in Liga C für die Qualifikation zur WM 2027

## Spiele gegen Nationalmannschaften deutschsprachiger Länder
Alle Ergebnisse aus bulgarischer Sicht.

### Deutschland
| Datum              | Ort     | Ergebnis | Anlass           |
| 21. März 1989      | Sofia   | 1:3      |                  |
| 11. April 1990     | Sofia   | 1:4      | EM-Qualifikation |
| 26. September 1990 | Rheine  | 0:4      | EM-Qualifikation |
| 18. September 2021 | Cottbus | 0:7      | WM-Qualifikation |
| 6. September 2022  | Plowdiw | 0:8      | WM-Qualifikation |

### Schweiz
Bisher gab es noch keine Spiele gegen die Schweizer Auswahl.

### Österreich
| Datum              | Ort         | Ergebnis | Anlass           |
| 21. September 2013 | Vöcklabruck | 0:4      | WM-Qualifikation |
| 5. April 2014      | Lowetsch    | 1:6      | WM-Qualifikation |